# Sprintdistans
Sprintdistans är en kortdistans inom flera sporter. I vissa grenar är den ett resultat av det utökade antalet distanser och tävlingar från slutet av 1980-talet och framåt, medan den i andra har betydligt äldre traditioner. Tiden det tar, och därmed vilken typ av ansträngning som behövs, varierar ganska mycket mellan sporter, från ner till 6 sekunder (för 60 meter löpning) upp till en timme.

## Orientering

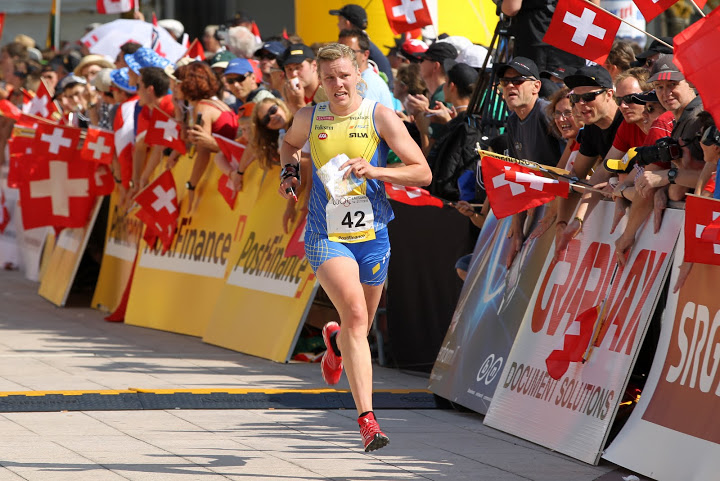
Helena Janson på VM-sprintens spurt 2012

Sprintdistansen är den nyaste individuella disciplinen på orienterings-VM och tillkom på VM-programmet 2001 då VM arrangerades i Finland. Segrartiden på VM ska vara 12-15 minuter (långdistans 75 min för damer och 90 för herrar). Tävlingarna genomförs ofta i urban miljö med kartskalan 1:4000 (till skillnad från långdistans där skalan är 1:15 000). Sprintorientering kännetecknas av löpning i mycket hög fart, ofta i parker, på gator eller i skog. Karttecken skiljer sig något från vanliga orienteringskartor, t.ex. är tjocka staket förbjudna att hoppa över vilket gör att sprintorienteringen är mycket vägvalsbetonad.

## Friidrott
Inom friidrotten tillhör 60 meter, 100 meter, 200 meter, och 400 meter sprintdistanserna. Lite slarvigt brukar man kalla de lopp där deltagarna kan springa det snabbaste de kan under hela loppet för sprintlopp.

## Nordisk skidsport

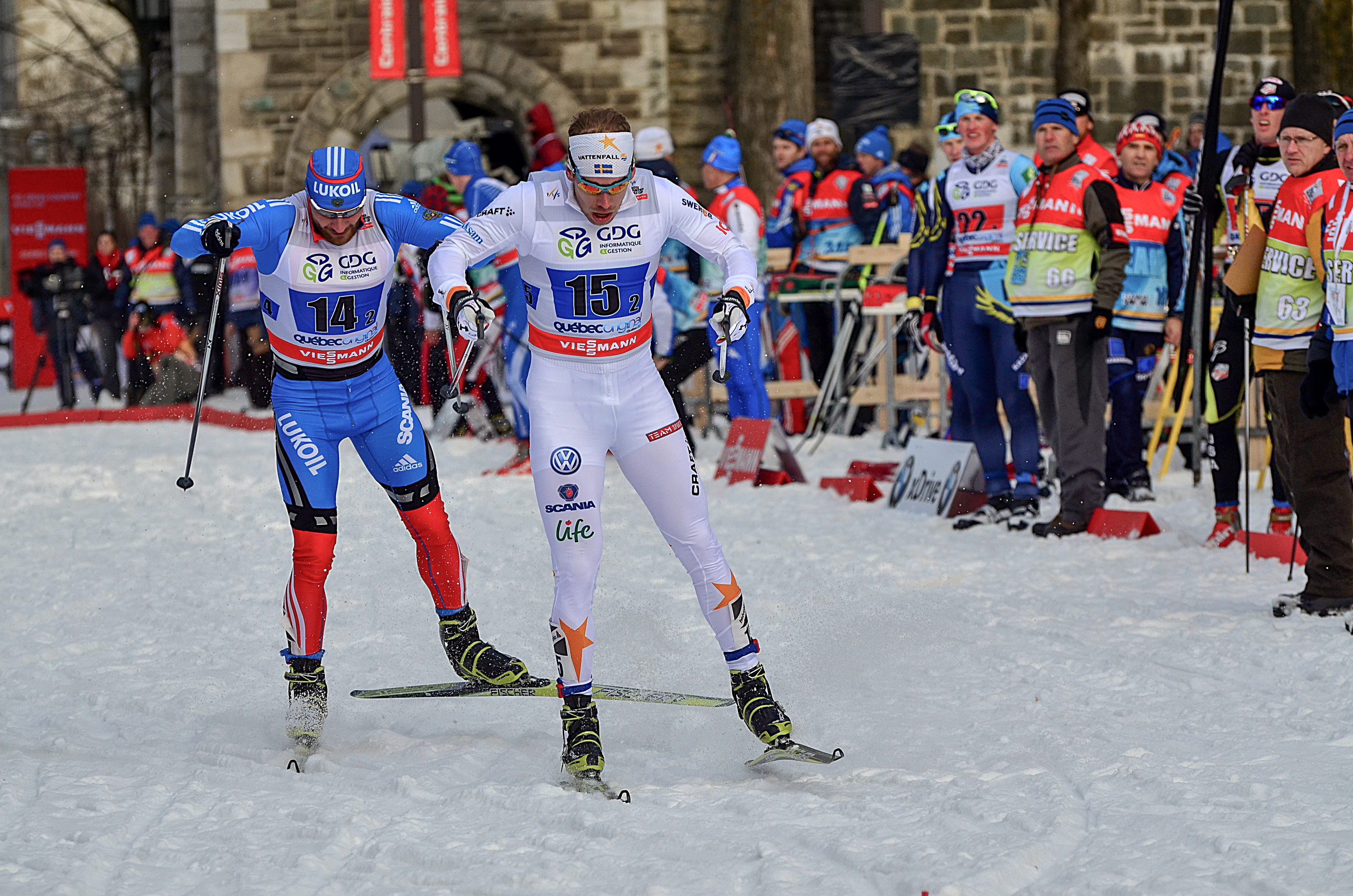
Längdskidåkningssprint

Sprint inom längdåkning introducerades under 1990-talet i Jeppo (Finland), och ingår i världscupen sedan säsongen 1996/1997. Längdskidåkningssprint har framför allt blivit populärt i Kontinentaleuropa. Stilen debuterade på världsmästerskap 2001. Mot slutet av 1990-talet infördes sprint även i nordisk kombination.

## Skidskytte
I skidskytte är sprint den kortaste tävlingen, för damer 7,5 kilometer och för herrar 10 kilometer och körs med individuell start. Det skjuts en gång liggande och en gång stående. Straffrundorna är på ca 150 meter och tar mellan 21 och 26 sekunder att köra.

## Triathlon
I tävlingsklasser brukar sprintdistans avse 750 meter simning, 20 kilometer cykel och 5 kilometer löpning. Från 2010 hålls VM på denna distans. I motionsklasser och motionstävlingar brukar simningen vara avkortad, ofta till 400 meter. Sprintdistans är den vanligaste distansen i triathlontävlingar för allmänheten.

## Bancykling
Till sprintdistanserna inom bancykling räknas:
- Tidslopp, 1 km
- Individuell sprint 750 m
- Lagsprint 750 m
- Keirin 750 m med motorcykelpace följt av 750 m utan.